# George Etherege (dramatiker)
 For alternative betydninger, se George Etherege. (Se også artikler, som begynder med George Etherege)
Sir George Etheredge  (født omtrent 1635 i Maidenhead, Berkshire, død 1692 i Paris) var en engelsk dramatisk forfatter. 
Etherege blev sendt som ambassadør til Haag, 1685 til Regensburg og senere til Paris og Wien. Han var en af sin tids elegante levemænd, og hans digte og skuespil afspejler trofast tidens laster. Etherege har skrevet tre komedier: The Comical Revenge, or Love in a Tub (1664), She would if she could (opført 
1667, trykt 1668) og The Man of Mode, or Sir Fopling Flutter (1676), i hvilken sidste han bragte flere samtidige personer på scenen; de gjorde alle betydelig lykke. Hans skuespil udkom samlede 1704, 1715 og 1735; hans værker er udgivne af Arthur Wilson Verity 1888.